# Système familial selon Emmanuel Todd
 (décembre 2018).

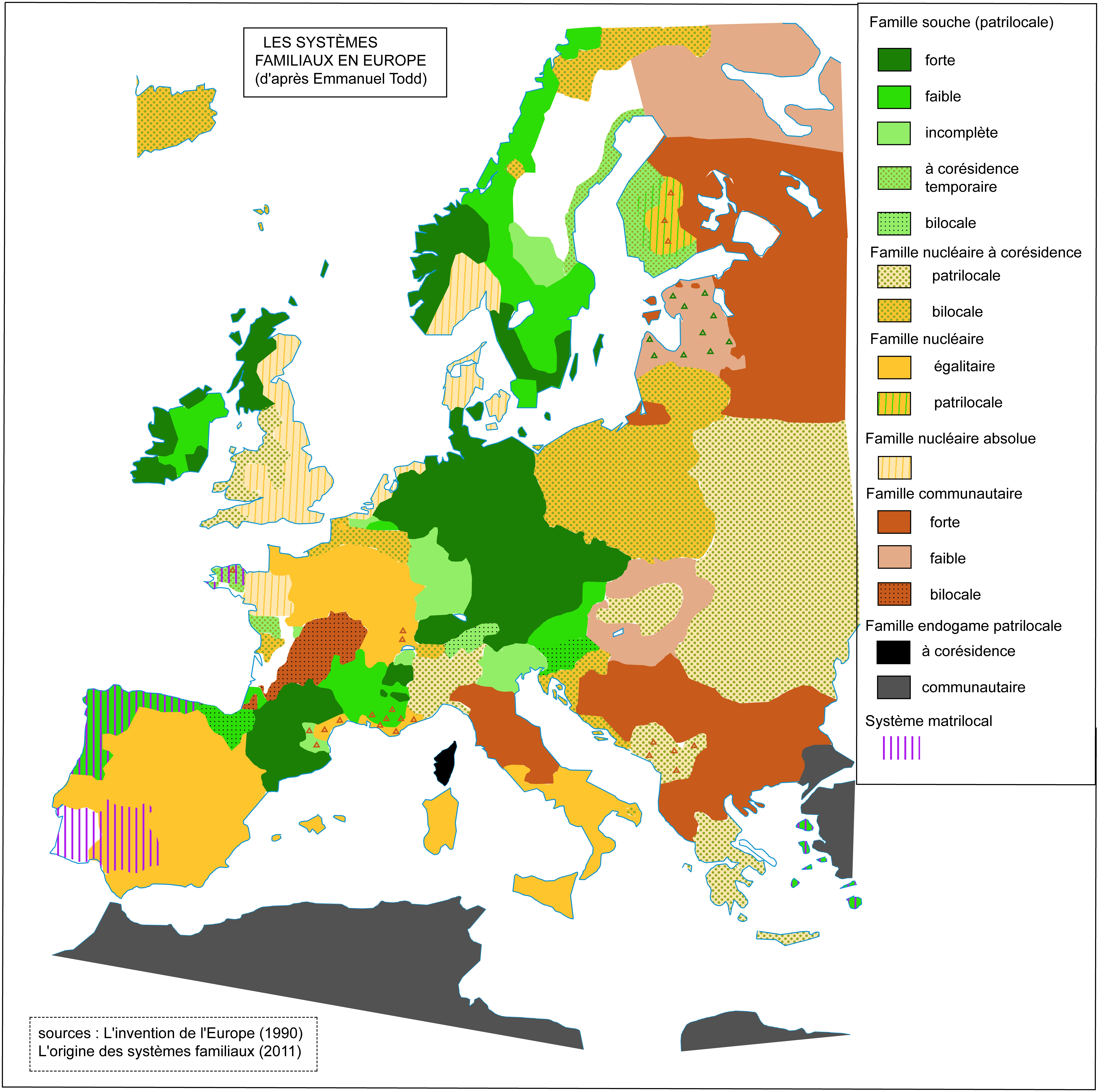
Carte des systèmes familiaux en Europe d'après Emmanuel Todd.

Les systèmes familiaux désignent dans l’œuvre d’Emmanuel Todd les différentes formes de familles qu'il a identifiées dans le cadre de ses recherches en sciences humaines et sociales, selon la filiation intellectuelle de Frédéric Le Play, reprise à partir des années 1960 par certains historiens de la famille en Europe. Emmanuel Todd étudie l'influence des systèmes familiaux sur les grands mouvements de société en Europe et dans le monde : idéologies, systèmes politiques et économiques,, religions. Le terme de « système familial », employé également en thérapie familiale systémique ainsi que par d'autres historiens de la famille (G. Augustins par exemple), n'est pas fixé dans l'œuvre de Todd, qui emploie également selon les ouvrages les termes suivants : « types », « formes », « structures » ou encore « modèles » familiaux.

## Définition
Dans ses essais La Troisième Planète, La Nouvelle France et L'Invention de l'Europe, Emmanuel Todd différencie les systèmes familiaux principalement selon deux critères :
1. le caractère intégré ou non de la famille, qui s'observe dans les rapports parents-enfants, et se manifeste en particulier par la cohabitation ou non de plus de deux générations.
2. le caractère symétrique ou non de la famille, qui s'observe dans les rapports entre frères (et sœurs) et en particulier dans les coutumes successorales.

et un critère secondaire : le caractère exo- ou endogamique du mariage, c’est-à-dire l'existence de normes plus ou moins fortes concernant le choix du conjoint, qui peut se faire à l'extérieur ou à l'intérieur du groupe familial[source insuffisante]. Ces critères lui permettent de cartographier les systèmes familiaux.
Emmanuel Todd complexifiera par la suite considérablement sa classification des systèmes familiaux dans son ouvrage L'Origine des systèmes familiaux, en introduisant les notions de patri/matri/bilocalité, de corésidence temporaire, de famille intégrée, de famille avec proximité, et de cycle alpha de développement de la famille. Cela le conduira à définir 15 systèmes familiaux différents concernant l'Eurasie.

## Critères principaux des systèmes familiaux

### Analyse du rapport entre parents et enfants
Ce rapport peut être de nature autoritaire ou libérale[source insuffisante] : Il mesure la force du lien attachant l'individu au groupe familial.

« Dans un contexte paysan traditionnel, un lien fort se manifestait par une fréquence élevée du nombre des ménages, associant sous un même toit trois générations : parents, enfants et petits-enfants. Un tel système doit être qualifié d'autoritaire parce qu'il présuppose, à certains stades du développement du groupe domestique, l'existence d'enfants adultes, mariés, ayant déjà procréé et restant néanmoins soumis à une autorité parentale. »

« Un lien faible entre parents et enfants, un attachement modéré de l'individu au groupe familial, entraînait à l'inverse un départ précoce des enfants, souvent antérieur au mariage. L'installation dans une vie conjugale impliquait la fondation d'un ménage autonome, associant au plus les parents et leurs enfants, en un noyau minimal. Ce type familial nucléaire peut donc être qualifié de libéral. »

### Analyse du rapport entre frères (et/ou sœurs)
Ces rapports peuvent être de nature égalitaire ou non-égalitaire. Les coutumes d'héritage indiquent la nature du rapport entre frères (et/ou sœurs).

« L'existence d'une règle de partage strictement symétrique révèle un système égalitaire. [...] À l'opposé, avec le principe de l'héritier unique, obligeant les enfants non choisis à l'émigration familiale, on peut parler d'un système inégalitaire. [...] Si les parents disposent librement de leurs biens, distribués par testament sans que la coutume impose des parts spécifiques, le système peut être qualifié de « non-égalitaire ». Il est proche de l'inégalité mais évoque aussi une certaine indéfinition de la relation entre frères (et/ou sœurs). »

## Typologie des systèmes familiaux

### Les systèmes familiaux exogames
L'application des deux principes d'autorité et d'égalité, pouvant chacun prendre deux valeurs opposées, engendre une typologie comptant quatre catégories, :
- la famille nucléaire absolue (libérale et indifférente à l'égalité)
- la famille nucléaire égalitaire (libérale et égalitaire)
- la famille souche (autoritaire et inégalitaire)
- la famille communautaire (autoritaire et égalitaire)

Néanmoins, dans son essai sur les systèmes familiaux d'Europe occidentale (pays hors du bloc communiste et appartenant aux sphères catholiques et protestantes)[source insuffisante], Emmanuel Todd a identifié une cinquième catégorie, recensée aux zones frontières entre famille nucléaire égalitaire et famille souche : la famille souche incomplète (autoritaire et partiellement égalitaire), qu'il abandonnera par la suite, la remplaçant par la famille souche à corésidence temporaire[source insuffisante].
Les quatre principaux types familiaux exogames représentent quatre façons différentes d’aborder la réalité, qui contribueront à l'apparition d'idéologies variées qui en seront le reflet. Le communisme s’implantera prioritairement là où la famille communautaire exogame est largement dominante, celle-ci étant réfractaire au libéralisme, comme en Russie. Le libéralisme politique et économique de type anglo-saxon se développera sur une structure de type familiale nucléaire absolue qui, de son côté, sera réfractaire au communisme, comme aux États-Unis. La notion de droits de l'homme naîtra dans une région de structure familiale nucléaire égalitaire, dans le bassin parisien. L’identité européenne représente une imbrication des différentes structures familiales exogames, ouvrant ainsi la quête de l’élément coordinateur qui intègre dans une structure unitaire quatre représentations différentes du monde. La France a la particularité d'être le seul pays au monde à connaître six systèmes familiaux différents dont deux dominants et opposés : la famille nucléaire égalitaire (au nord) et la famille souche (au sud).

### Les systèmes familiaux endogames
Lorsque la famille communautaire est associée à des pratiques endogamiques, elle donne deux nouvelles catégories possibles (deux variantes) :
- la famille communautaire endogame
- la famille communautaire asymétrique

La famille souche tolère un certain degré d'endogamie, sans remise en cause de son principe, tandis que les deux catégories de familles nucléaires, lorsqu'elles sont associées à des pratiques endogamiques, évoluent toutes deux vers une seule et dernière catégorie : la famille anomique, catégorie qu'Emmanuel Todd abandonnera par la suite[source insuffisante].

### Les systèmes familiaux africains
Les systèmes familiaux africains regroupent un ensemble très riche de types familiaux. Ces derniers sont souvent prédéterminés par des critères religieux ou culturels.

## Effets des systèmes familiaux
Les systèmes familiaux sont des "mécanismes de transmission culturelle" qui influencent les "attitudes à l’égard de la vie, les choix politiques et religieux." Les différences de valeurs entre systèmes familiaux expliquent de nombreuses disparités, le tableau suivant traite principalement de l'exemple de l'Europe occidentale[source insuffisante].
| Famille :                        | Nucléaire absolue                                                       | Nucléaire égalitaire                             | Souche                                                    | Communautaire                                     | Endogame                                   |
| -------------------------------- | ----------------------------------------------------------------------- | ------------------------------------------------ | --------------------------------------------------------- | ------------------------------------------------- | ------------------------------------------ |
| Autorité, liberté                | liberté                                                                 | liberté                                          | autorité                                                  | autorité                                          | solidarité entre frères > autorité du père |
| Égalité                          | indifférence à l'égalité                                                | égalité                                          | inégalité, hiérarchie                                     | égalité                                           | égalité                                    |
| Religion                         | protestantisme arminien (anglicanisme ...)                              | catholicisme                                     | protestantisme > catholicisme harmonique (jansénisme...)  | orthodoxie, catholicisme                          | islam > catholicisme                       |
| Autorité du prêtre               | assez faible                                                            | assez forte                                      | assez faible                                              |                                                   |                                            |
| Prédestination                   | prédestination                                                          | libre arbitre                                    | prédestination                                            |                                                   |                                            |
| Déchristianisation               | dieu fragile mais pas contesté                                          | religion fragile                                 | religion solide                                           | dieu solide mais rejet transcendance divine       |                                            |
| Alphabétisation                  | tardive                                                                 | tardive et fragile                               | précoce et forte                                          |                                                   |                                            |
| Structure agraire traditionnelle | fermage                                                                 | grande exploitation > propriété                  | propriété                                                 | métayage                                          | propriété                                  |
| Enracinement                     | faible                                                                  | faible ; fort (dans régions à propriété)         | très fort                                                 | moyen                                             | très fort                                  |
| Désindustrialisation             | précoce                                                                 | tardive                                          | résistance, conservatisme                                 | tardive                                           |                                            |
| Travail des femmes               |                                                                         | assez important                                  | assez faible                                              | important                                         | faible                                     |
| Machisme                         | assez faible                                                            | faible (France) ; fort (pays méditerranéens)     | fort                                                      | fort                                              | très fort                                  |
| Système politique                | instable ; Angleterre : stable, faibles idéologies, groupes de pression | instable                                         | stable, maintien des forces                               | stable, consensus pas d'alternance                |                                            |
| Partis de gauche au XXe siècle   | travaillisme                                                            | socialisme ; anarchistes                         | social-démocratie                                         | communisme                                        |                                            |
| Valeurs du socialisme            | forte conscience de classe ouvrière sans volonté de domination          | égalité ouvriers-bourgeois sans domination       | classe ouvrière dominante, acceptation des autres classes | ouvriers égaux à tous, mais volonté de domination |                                            |
| Parti religieux réactionnel      | aucun                                                                   | républicanisme chrétien                          | démocratie-chrétienne                                     | aucun                                             |                                            |
| Nationalisme                     | libéral-isolationisme                                                   | libéral-militarisme                              | ethno-centrisme                                           | fascisme                                          |                                            |
| Vote extrême droite              | faible                                                                  | fort                                             | moyen à fort                                              | moyen                                             |                                            |
| Écologie                         |                                                                         | développée (sauf régions de grande exploitation) | développée                                                |                                                   |                                            |
| Centralisation                   | faible                                                                  | forte                                            | moyenne                                                   | très forte                                        |                                            |
| Langues régionales               | acceptées                                                               | rejetées                                         | favorisées                                                | rejetées                                          |                                            |
| Immigration                      | droit à la différence, égalité, ghettos                                 | assimilation, égalité                            | rejet, classe inférieure                                  | assimilation forcée                               |                                            |
| Criminalité                      | moyenne (urbain) ; faible (rural) // forte aux États-Unis               | moyenne (urbain) ; faible (rural)                | faible                                                    | faible                                            |                                            |

Dans sa recension de L'invention de l'Europe (1990), le démographe Jean-Claude Chesnais s'interroge sur les limites explicatives du modèle : « peut-on comprendre le mouvement à partir d'une histoire immobile ? ». La sociologue Claire Autant-Dorier affirme quant à elle que rien ne permet de vérifier que les schémas familiaux décrit par Emmanuel Todd sont toujours actifs dans les familles contemporaines.

## Évolution des systèmes familiaux
Dans L'origine des systèmes familiaux, Todd va plus loin que la caractérisation des différents systèmes en tentant d'en dessiner leur évolution au fil du temps. Observant que les systèmes communautaires se situent en position géographique centrale dans l'espace eurasien et les systèmes nucléaires dans les périphéries de cet espace, il en vient à la conclusion que la famille originelle était nucléaire, qu'elle peut évoluer vers le système souche, avant d'aboutir à la "perfection" du système communautaire. Parallèlement à cette évolution, en tant que conséquence, le statut des femmes perd en importance au profit des hommes pour réaliser une société patriarcale fondée sur le père, les fils, les frères, et dans laquelle ascendance masculine et descendance masculine sont incontournables. Dans ce type de société, la patrilinéarité s'exprime en niveaux d'accentuation du fait de l'ancienneté ou non du système communautaire: niveau 3 pour le Moyen-Orient, l'Inde du Nord et la Chine, mais niveau 2 pour la Russie où la femme a encore "son mot à dire". L'endogamie propre au mariage arabe peut alors être comprise comme une "mesure" de protection des femmes car, ainsi, elle se marient tout en restant dans le cercle familial étendu, donc dominées mais non mises en danger comme les femmes indiennes dans un régime exogame où la belle-famille peut les maltraiter. Il estime encore que nombre de systèmes de parenté matrilinéaires sont en fait bien souvent au contact de cette patrilinéarité accentuée, ceci s'expliquant comme résistance ou mode de défense face à une patrilinéarité conquérante : par exemple, les Na de Chine. Il est possible que le passage de la patrilinéarité à la matrilinéarité dans la Judée antique relève de cette résistance, étant donné les conséquences désastreuses des révoltes messianiques contre Rome,, mais Todd a réfuté cette hypothèse. Plus généralement, l'aspect contre-intuitif de la thèse de l'auteur est que : ce qui a permis la modernité est en fait la famille archaïque, c'est-à-dire nucléaire. Il n'est pas certain toutefois que les hommes aient eu pour première organisation la famille nucléaire. Par exemple, selon Alain Testart, les Aborigènes comportaient de nombreux foyers polygyniques peu compatibles avec une nucléarité véritable. La question posée est celle du couple monogame à l'origine ou non.

## Pour approfondir

### Livres d’Emmanuel Todd
- L'Illusion économique (Essai sur la stagnation des économies développées), par Emmanuel Todd, Gallimard 1998.
- L'Origine des systèmes familiaux : Tome 1 L'Eurasie, par Emmanuel Todd, Gallimard, col. « NRF Essais », 2011  (ISBN 9782070758425), 768 pages. . Prix Paul-Michel Perret 2012 de l'Académie des Sciences Morales et Politiques (Prix Paul-Michel Perret de 1998 à 2014).

- La Troisième Planète : Structures familiales et système idéologiques
- L'Enfance du monde : Structure familiale et Développement
- L'Invention de l'Europe

### Vidéo
- Explication détaillée des systèmes familiaux par Emmanuel Todd